# Нугуш (приток Белой)
Нугуш (баш. МФА: Нөгөшо файле) — река в России, протекает по Башкортостану. Правый приток реки Белой. Протяжённость составляет 235 км, площадь водосборного бассейна — 3820.
Нугуш берёт начало в хребте Юрматау и проходит через Южноуральские горы. Питание реки преимущественно снеговое; замерзает, как правило, в первой половине ноября, вскрывается — во второй половине апреля.
На реке Нугуш в 1967 году создано Нугушское водохранилище. С 1967 года действует Нугушский гидротехнический узел с 3 агрегатами общей мощностью 11,55 МВт. Территория Нугушского водохранилища входит в состав Национального парка «Башкирия».
Верховья реки Нугуш проходят по территории заповедника «Шульган-Таш».
По берегам Нугушского водохранилища расположено множество туристических баз. Существуют конные и автомобильные маршруты в горах вокруг Нугуша, а также туры на водопад Куперля. Популярны сплавы.

## Притоки
Крупнейшие притоки — Тор и Урюк.
Список притоков от устья к истоку:
- 5 км: река Тор
- 62 км: река Урюк
- 105 км: река Угуя
- 106 км: река Кашеля
- 110 км: река Вадраш (Кусуй)
- 115 км: река Кужа
- 123 км: река Верхняя Уща
- 126 км: ручей Яланайры
- 145 км: река Малый Нугуш

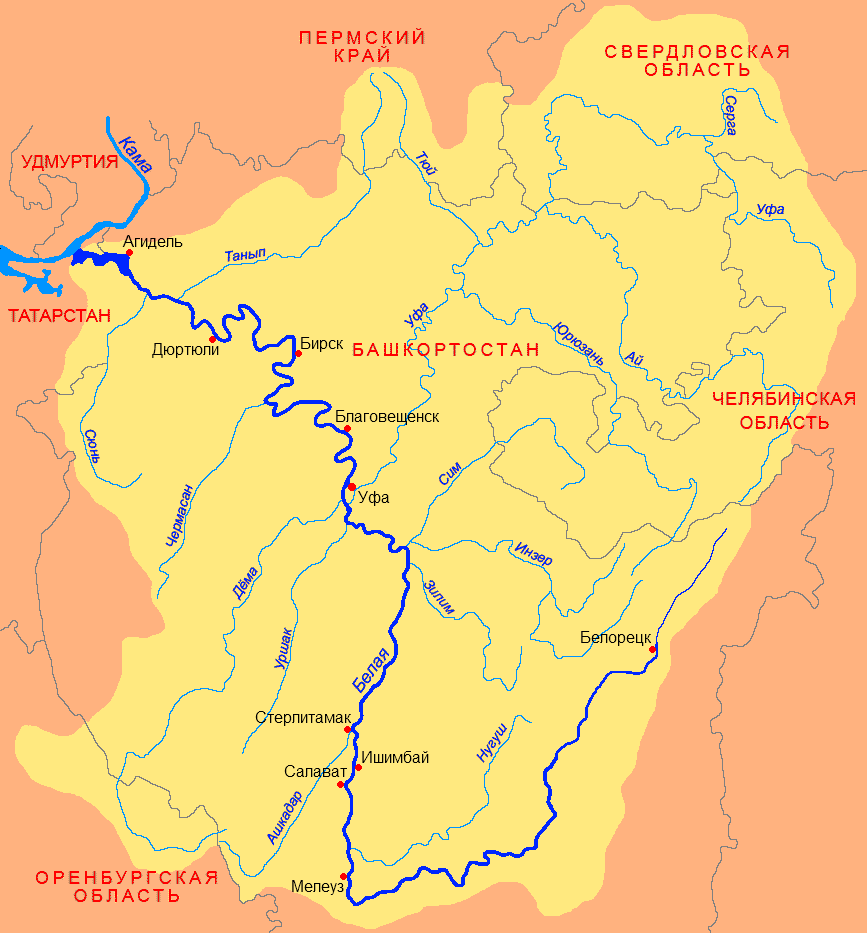
Бассейн Белой

- 175 км: ручьи Большой Шаик (руч. Шаик)
- 185 км: река Малая Кудашка
- 191 км: река Большая Кудашка
- 198 км: река Бретяк (Малый Бретяк, Барабак)
- 201 км: река Кудашка